# 19 filles et un marin
Pour plus de détails, voir Fiche technique et Distribution.
19 filles et un marin (titre original : Devetnaest djevojaka i jedan mornar) est un film yougoslave réalisé par Milutin Kosovac (Milan Kosovac) et sorti en 1971.

## Synopsis
Durant la Seconde Guerre mondiale, dans une région montagneuse de Yougoslavie, dix-neuf jeunes femmes conduites par un marin escortent des résistants blessés pour les soustraire à l'envahisseur nazi. Quelques-unes d'entre elles mourront en héroïnes afin que la mission soit menée à bien.

## Fiche technique
- Titre : 19 filles et un marin
- Titre DVD[2] : Le Traître (édition 2011)
- Titre original : Devetnaest djevojaka i jedan mornar
- Réalisation : Milutin Kosovac (Milan Kosovac)
- Assistant réalisateur : Sulejman Soldin
- Scénario : Sead Fetahadzic, Luka Pavlovic
- Musique : Serge Gainsbourg
- Photographie : Miroljub Dikosavljevic
- Montage : Zora Dikosavljevic
- Décors : Ismar Mujezinovic
- Pays d'origine :  Yougoslavie
- Société de production : Bosna Film (Sarajevo)
- Sociétés de distribution : Distribuidores Reunidos, Impex Films
- Format : couleur (Technicolor) — 35 mm — son monophonique
- Genre : film de guerre
- Distribution : Distribuidores Reunidos - Impex Films
- Durée : 73↔76 minutes
- Dates de sortie : 
  - Yougoslavie 1971
  - France : 13 avril 1988 en salles
- Mention CNC : tout public (visa no 58196 délivré le 25 avril 1984)

## Distribution
- Serge Gainsbourg : le marin
- Jane Birkin : Milja
- Špela Rozin : Irena[3]
- Dina Rutić
- Suada Kapić
- Saša Mandić
- Mišo Kandić
- Mira Nikolić

## Autour du film
- Serge Gainsbourg n'a pas souhaité se doubler lui-même pour la version française. Richard Leblond s'en est alors chargé, allant même jusqu'à demander une décharge écrite au distributeur afin de le remplacer[4].